# Lar Lubovitch
Lar Lubovitch, né le 9 avril 1943 à Chicago aux États-Unis, est un danseur et chorégraphe américain de danse moderne.

## Biographie
Lar Lubovitch fait ses études à l'Université de l'Iowa avant d'intégrer la Juilliard School où il étudie auprès de Antony Tudor, Jose Limon, Anna Sokolow, et Martha Graham. Il fonde sa propre compagnie en 1968 à New York, la Lar Lubovitch Dance Company. Son travail oscillera dès lors entre l'écriture pour sa compagnie et de grandes troupes internationales comme le New York City Ballet, l'American Ballet Theatre, le Ballet de l'opéra de Paris, le Royal Danish Ballet, le Stuttgart Ballet, l'Alvin Ailey American Dance Theater, et le Nederlands Dans Theater et celle pour les spectacles de comédie musicale de Broadway à partir de 1987 avec des spectacles comme Into the Woods de Stephen Sondheim et James Lapine, The Red Shoes de Jule Styne et Marsha Norman (1993), la reprise du Le Roi et moi (1996), et Der Glöckner von Notre Dame une version Disney du Bossu de Notre-Dame à Berlin.
En dehors de ses chorégraphies pour les danseurs, il a composé un grand nombre de chorégraphies pour les danseurs sur glace comme John Curry, Peggy Fleming, Dorothy Hamill, et des spectacles sur glace pour Robin Cousins et Rosalynn Sumners avec La Belle au bois dormant, Isabelle et Paul Duchesnay pour The Planets (1995)

## Principales chorégraphies
- 1980 : Cavalcade
- 1985 : A Brahms Symphony
- 1987 : Into the Woods pour la comédie musicale de Stephen Sondheim
- 1990 : Fandango (inspiré du Boléro de Ravel)
- 1993 : The Red Shoes, pour l'American Ballet Theatre
- 1998 : Othello, pour l'American Ballet Theatre et le San Francisco Ballet[2]